# Neonoemacheilus labeosus
Neonoemacheilus labeosus är en fiskart som först beskrevs av Maurice Kottelat 1982.  Neonoemacheilus labeosus ingår i släktet Neonoemacheilus och familjen grönlingsfiskar. IUCN kategoriserar arten globalt som livskraftig. Inga underarter finns listade i Catalogue of Life.